# 红塔礼堂
红塔礼堂，位于北京市西城区月坛北街12号，现在隶属国家发改委。该礼堂位列当年京城四大礼堂即红塔礼堂、地质礼堂、物资礼堂、政协礼堂之首。

## 简介
红塔礼堂建于1953年，原为政务院财政经济委员会礼堂。后来国家经委并入国家计委，该礼堂又成为国家计委礼堂，后因月坛公园内的电视信号发射塔（俗称“红塔”，1968年1月30日启用）而被称为红塔礼堂。礼堂门口有高台阶，带点苏式建筑味道，正门上方的墙上有颗红五角星。1976年，唐山大地震波及北京，红塔礼堂的主体结构有所破坏，故对观众厅及舞台部分进行了抗震加固和改建，于1978年4月完工。改建之后，该礼堂可举办各种会议及文艺演出。可容纳2010名观众，有效容积7800立方米。1978年，作了音质改善和调试工作。
1978年6月，小提琴大师艾萨克·斯特恩访华，是中华人民共和国成立以来首位来访的西方小提琴大师。他挑选红塔礼堂开了两场音乐会，第一场是协奏曲音乐会，由李德伦指挥中央乐团协奏，第二场是奏鸣曲专场。演出获极大成功。
随之而来的小泽征尔、耶胡迪·梅纽因等西方音乐大师也纷纷在红塔礼堂举行首演。小泽征尔是率波士顿交响乐团到北京，这是在北京演出的第一个西方交响乐团。据传说，小泽征尔勘察了不少场地，最后走上红塔礼堂舞台，吼了一声，听着回声徐徐传来，认为这里还不错，遂决定在此首演。
1960年代至1970年代，该礼堂因为经常对外放映内部影片而名动一时。改革开放初期，北京各礼堂的电影仍然不同于电影院电影，礼堂因为身份高，有一些“政治”特权，所以电影院不能放的电影可以先在礼堂放，之后再拿到电影院放。
2010年，红塔礼堂将原有建筑拆除重建。